# La Vague (film)
Pour les articles homonymes, voir La Vague et The Wave.
Pour plus de détails, voir Fiche technique et Distribution.
La Vague (Die Welle) est un film allemand réalisé par Dennis Gansel et sorti en 2008. Il est librement inspiré de « La Troisième Vague », une étude expérimentale sur un régime autocratique, menée par le professeur d'histoire Ron Jones avec des élèves de première de l'école Cubberley à Palo Alto (Californie) durant la première semaine d'avril 1967.
Le film met en scène un professeur de gymnasium, Rainer Wenger, qui face à la conviction de ses élèves qu'un régime autocratique ne pourrait plus voir le jour en Allemagne, décide de conduire une expérience d'une semaine dans le cadre d'un atelier. En reprenant chacun des attributs qui représentent une autocratie et plus précisément une dictature, on observe alors la mise en place d'une sorte de jeu de rôle grandeur nature. Construite comme une communauté, « la Vague », rassemblée autour d'un symbole, un salut, un uniforme et des règles, s'étend rapidement à l'extérieur de l'école. En quelques jours, ce qui n'étaient que de simples notions telles que l'esprit de groupe et la discipline se transforment en un réel parti politique. Les élèves, alors motivés par leurs valeurs, vont s'investir beaucoup trop, et de manière extrême.  Dès le troisième jour, les membres du mouvement commencent à exclure puis à persécuter tous ceux qui ne se rallient pas à leur cause. Ce qui n'était initialement qu'un jeu de rôle va échapper au contrôle de Rainer Wenger. Lors d'un match de water-polo, une dispute éclate et dégénère en conflit entre les membres et les « non-membres » de « la Vague ». C'est à la suite de cet événement que Rainer Wenger décide de mettre fin à l'expérience, mais « la Vague » est déjà incontrôlable.

## Synopsis
Dans un lycée de l'Allemagne des années 2000, Rainer Wenger est un enseignant quelque peu anarchiste proche de ses élèves. Lors d'une semaine de cours spéciaux et d'ateliers ayant pour thème l'anarchie et l'autocratie, Wenger doit s'occuper, au départ à contre-cœur, de l'autocratie plutôt que de l'anarchie. Il décide alors, pour son cours, de conduire une expérience sur la dictature, face à l'incrédulité de ses élèves quant à la possibilité d'une renaissance d'un régime autoritaire.
Rainer Wenger choisit le nom de son mouvement avec ses élèves : « la Vague » et met petit à petit en place tous les éléments d'une dictature : un symbole (une vague), un salut (un mouvement de la main imitant celui d'une vague), un uniforme (une chemise blanche et un jean) et des règles strictes, comme appeler le professeur par son nom et non plus par son prénom. Il s'impose comme leader et dirige l'activité, certain des bienfaits que peut apporter l'expérience à ses élèves.
« La Vague » suscite des réactions diverses de la part des élèves : une minorité, composée de deux jeunes filles, Mona et Karo, refuse l'expérience et s'oppose à « la Vague », alors que la plupart se laissent séduire et suivent l'idée, notamment Marco, le petit ami de Karo. Au fil des jours, une véritable idéologie se développe, basée à la fois sur un mouvement identitaire des jeunes et sur un soutien mutuel des lycéens. Mais « la Vague » prend des proportions démesurées : les membres commencent à persécuter les non-membres et les forcent à rejoindre le mouvement ; « la Vague » se dote également d'un site Internet aux images violentes, créé par Tim, un élève d'habitude réservé mais que « la Vague » a transformé en un garçon énergique et participatif. Un soir, un petit groupe de membres, mené par Tim, décide notamment de peindre le symbole de « la Vague » sur toute la ville. Le lendemain, Rainer, furieux de l'ampleur qu'a prise le mouvement, arrive brutalement en cours et cherche à raisonner ses élèves, mais c'est déjà trop tard.
Le quatrième jour, une grande soirée est organisée entre tous les membres de « la Vague » ; Karo refuse de s'y rendre, même quand Marco l'y invite. Le lendemain, lors d'un match de water-polo, des violences éclatent et le match tourne à l'affrontement entre les membres de l'équipe de « la Vague » et leurs adversaires ; Rainer, Coach de l'équipe de « la Vague », doit même plonger pour séparer deux garçons se battant violemment sous l'eau. Karo et Mona font alors irruption dans la salle et l'inondent de tracts anti-Vague, avant de fuir. Marco rejoint alors Karo pour la raisonner, mais la discussion s'envenime, l'un n'arrivant pas à convaincre l'autre, et Marco finit, sous le coup de l'énervement, par frapper la jeune fille, avant de s'enfuir. Honteux et désemparé, Marco se rend chez Rainer, à qui il explique sa situation ; Rainer lui promet d'arrêter « la Vague », conscient de la tournure qu'elle a prise.
Le dernier jour, Rainer convoque tous les élèves membres de « la Vague » au lycée et leur annonce qu'il a l'intention de poursuivre « la Vague », et même d'organiser une révolte contre le gouvernement. Il est acclamé par les élèves enthousiastes, mais Marco, stupéfait, se lève et interpelle Rainer, qui le fait taire et amener jusqu'à l'estrade, avant de suggérer de le torturer ou de l'exclure du mouvement. Voyant que certains élèves sont prêts à le faire, Rainer, horrifié, révèle qu'il simulait le dynamisme et l'emportement, pour que les élèves se rendent mieux compte de ce qu'ils auraient été capables de faire et finit par leur intimer l'ordre de rentrer chez eux. Mais c'est alors que Tim, fou de rage et de chagrin que « la Vague », qui lui a apporté tout ce qu'il n'avait pas (la sociabilisation, le pouvoir, des responsabilités…), s'arrête, sort un pistolet et bondit sur l'estrade, obligeant tout le monde à rester. Il commence par tirer sur Bomber, un élève, avant de menacer Rainer, qui tente désespérément de raisonner Tim. Ce dernier, accablé par Rainer, qui lui dit de se reprendre, qu'il serait inutile de le tuer et que « la Vague » doit s'arrêter, se met à pleurer, avant de se suicider en se tirant une balle dans la bouche.
Bomber est emmené d'urgence à l'hôpital. Le cadavre de Tim est transporté dans un cercueil. Karo et Marco se réconcilient et contemplent l'horreur de la conclusion de « la Vague ». Rainer Wenger est arrêté, emmené par la police puis s'effondre en réalisant les conséquences de l'expérience.

## Fiche technique
- Titre : La Vague
- Titre original : Die Welle
- Réalisation : Dennis Gansel
- Scénario : Dennis Gansel, Todd Strasser, Peter Thorwarth
- Musique : Heiko Maile (de)
- Production : Martin Moszkowicz, Nina Maag (de)
- Société de distribution : BAC Films (France)
- Pays d'origine :  Allemagne
- Langue originale : allemand
- Durée : 108 minutes
- Dates de sortie : 
  - États-Unis : 18 janvier 2008 (Festival de Sundance)
  - Allemagne : 13 mars 2008
  - Suisse : 28 janvier 2009
  - France : 4 mars 2009

## Distribution
- Jürgen Vogel (VF : Alexis Victor) : Rainer Wenger, le professeur
- Frederick Lau (VF : Gwenaël Sommier) : Tim Stoltefuss, l'élève qui prend un peu trop à cœur l'expérience.
- Max Riemelt (VF : Lionel Lingelser (es)) : Marco
- Jennifer Ulrich (VF : Barbara Probst) : Karo
- Christiane Paul (VF : Christine Paillard) : Anke Wenger, la femme de Rainer
- Jacob Matschenz (VF : Bastien Bouillon) : Dennis
- Cristina do Rego (VF : Caroline Victoria) : Lisa
- Elyas M'Barek (VF : Romain Berger) : Sinan
- Maximilian Vollmar (de) (VF : Pierre Boulanger) : Bomber
- Maximilian Mauff (VF : Sandor Funtek) : Kevin
- Ferdinand Schmidt-Modrow (de) (VF : Clovis Fouin) : Ferdi
- Tim Oliver Schultz (de) (VF : Pierre Niney) : Jens
- Amelie Kiefer (de) (VF : Alice Vial) : Mona
- Fabian Preger (VF : Boris Vigneron) : Kaschi
- Odine Johne (VF : Émilie Brotons) : Maja
- Tino Mewes (de) : Schädel
- Maxwell Richter : l'anarchiste
- Liv Lisa Fries : Laura
- Maren Kroymann : Dr Kohlhage
- Hubert Mulzer (de) : Dieter Wieland
- Alexander Held : le père de Tim
- Johanna Gastdorf : la mère de Tim
- Dennis Gansel : Martin
- Ron Jones : le visiteur dans le Coffee bar

 Source et légende : version française (VF) sur RS Doublage, AlloDoublage et le carton du doublage français.

## Production

### Genèse
Le film est adapté d'un fait divers intervenu aux États-Unis dans les années 1960 en classe de première du lycée Cubberley à Palo Alto (Californie) lors d'un cours sur l'Allemagne nazie par le professeur Ron Jones (ce dernier n'arrivant pas à expliquer à ses élèves comment les citoyens allemands avaient pu laisser sans réagir le parti nazi procéder aux génocides). Le mouvement s'appelait « La troisième vague », il était mis en place sur cinq jours avant que le professeur dévoile la supercherie. Cette expérience aura mené à l'écriture du livre La Vague de Todd Strasser, qui aura inspiré la réalisation du film.

### Bande originale
- Rock'n'Roll High School par EL*KE, l'original étant de The Ramones.
- Rock'N'Roll Queen de The Subways.
- Execution Song de Johnossi.
- NIghtlight de Bonobo (feat. Bajka) (la discussion entre Marco et Lisa dans un bar).
- Tick Tick Boom de The Hives.
- Garden of the Growing Hearts d'Empty Trash (de) (sur la plage).

## Accueil

### Accueil critique
Sur l'agrégateur américain Rotten Tomatoes, le film récolte 67 % d'opinions favorables pour 18 critiques.
En France, le site Allociné propose une note moyenne de 2,8⁄5 à partir de l'interprétation de 19 critiques de presse.

### Box-office
En France, le film a été vu par 184 886 spectateurs en salles.

## Aspect politique
L'histoire qui se cache derrière ce film est ancienne et s’est vue reproduite et interprétée plus d’une fois et ce, de deux façons différentes. Commençant en expérience réelle, elle a été adaptée en livre par Todd Strasser en 1981. Celui-ci déclare d’ailleurs en parlant de l’histoire : « Le plus important, c’est le message de cette histoire, qui doit servir à la fois de souvenir à propos de ce qui s’est passé et d’un avertissement à propos de ce qui peut se reproduire. » C’est dans cette même optique qu’est réalisé le film La Vague. Simplement, une adaptation à l’écran permet de rejoindre un plus grand public en cette ère du médiatique. Le film aborde les sujets du fascisme et de l’autocratie dans le but de désigner le risque politique de l'autoritarisme : le film emprunte le canal d'une dystopie dans le seul but de mettre en avant le risque, réel selon le réalisateur, de la naissance d’un parti extrémiste.
Selon Marie-Hélène Masse, la première base à la création d’un groupe ou mouvement est la présence d’un leader. Dans le cas du film, c’est le professeur Wenger qui sera un leader dit autocratique. Cela implique qu’il est le seul au pouvoir et que jamais lui-même ou ses décisions ne sont remises en question. Comme l’aborde Kae Reynolds dans son étude de cas, ce film « expose la tendance à sous-estimer le pouvoir des adeptes ». Toujours selon M.-H. Masse, en vue d'organiser un régime politique fasciste, il est nécessaire de savoir gérer ceux qui vont donner naissance au mouvement et faire vivre cette idéologie. Le pouvoir accordé à la communication, passant surtout par la propagande du dirigeant à son peuple est donc primordiale. Le film avait pour but de représenter une société miniature, les élèves représentant le peuple qui suit le leader et qui, à grande échelle, engloberait la population d’un pays. Le lien entre la communication et le monde politique est aujourd’hui décrit en employant un concept précis : celui de communication politique. Il se résume au « processus par lequel le langage et les symboles, employés par les leaders, les médias ou les citoyens, exercent des effets prévus ou imprévus sur les connaissances, les attitudes ou les comportements politiques des individus ou sur les résultats qui portent sur les politiques publiques d’une nation, d’un État ou d’un groupe social »[source insuffisante]. C’est pourquoi la communication politique s’applique à tout type de régime. De plus, ce n’est pas une mentalité d’individualité, mais toujours celle d’un groupe uni. C’est un autre aspect des régimes totalitaires que d’inclure tous les gens dans une même quête. Cela permet notamment de rejoindre les gens plus faibles qui auraient généralement été écartés, ou encore les intellectuels qui se sentent différents. Si l’un des membres n’est pas comme les autres, il devient dangereux pour le parti, et se voit donc enfermé dans le camp adverse. Cette union des membres au sein du parti se forge d’ailleurs avec l’usage d’un langage et de symboles précis comme on l’a vu dans la définition précédente. Dans le film, comme parfois au cours de l'Histoire, les exigences du mouvement sont graduelles. Il y a donc le salut par lequel les membres se reconnaissent entre eux, mais qui les distinguent de ceux qui ne font pas partie de leur mouvement. L’effet de groupe apporte une conscience de pouvoir, le fait de se croire plus fort donne aux partisans une mentalité de supériorité. Il y a une multitude de moyens de se distinguer, notamment le symbole suprême du régime, simple, mais facilement identifiable, le logo de vague. Sans oublier les noms attribués, les postes, l’uniforme et les nombreux slogans totalitaires. Survient enfin la dernière phase, celle que les spécialistes appellent le phénomène de l’obéissance extrême. C’est alors aisément que le leader contrôlera et entraînera tous les membres, ceux-ci étant déjà prêts à tout pour leur parti.

## Impacts et réception du film
Plusieurs professeurs utilisent ce film comme exemple de la simplicité qu'a un régime autoritaire ou considéré comme fasciste à prendre le contrôle d’un peuple. Dans le milieu pédagogique, ce film devient donc un réel outil d’enseignement lorsque vient le moment de parler de propagande, de dictature ou encore de la place des contre-pouvoirs en démocratie.
Ce film peut être rapproché d'autres films qui questionnent la responsabilité des choix pédagogiques et les risques de la séduction en contexte éducatif, face à des adolescents. Marc Demeuse et Antoine Derobertmasure proposent une analyse de La Vague, en parallèle du Cercle des poètes disparus de Peter Weir et de quelques autres films. Ils soulignent l'intérêt de ce type d'analyse lors de la formation d'enseignants.

## Distinctions

### Récompenses
Le film a été lauréat à deux reprises des prix du film allemand avec le Prix de bronze (catégorie meilleur film) et le Prix d'or décerné à Frederick Lau (prix d'interprétation masculine, catégorie meilleur second rôle).

### Sélection
Le film a également été sélectionné en compétition au festival du film de Sundance (grand prix du jury).

## Autour du film
- Une seconde version de la fin du film a été tournée, pour éviter de choquer les spectateurs : Tim, à la fin, ne se suicide pas, mais tombe en pleurs dans les bras de Rainer, avant d'être emmené avec lui par la police.
- Une série Netflix, adaptée du livre et du film, est intitulée Nous, la Vague.